# Veyo
Veyo (ou Glencove) est une census-designated place située dans le comté de Washington, dans l’État de l’Utah, aux États-Unis. Selon le recensement de 2010, sa population s’élève à 483 habitants.